# Kaneeltangare
De kaneeltangare (Schistochlamys ruficapillus) is een zangvogel uit de familie Thraupidae (tangaren).

## Verspreiding en leefgebied
Deze soort telt 3 ondersoorten:
- S. r. capistrata: oostelijk Brazilië.
- S. r. sicki: centraal Brazilië.
- S. r. ruficapillus: zuidoostelijk Brazilië, oostelijk Paraguay en noordoostelijk Argentinië.